# Volkswagen Caminhões e Ônibus
Volkswagen Caminhões e Ônibus é uma empresa brasileira fabricante de veículos comerciais com sede em Resende, Rio de Janeiro, e uma subsidiária da Traton. A empresa foi fundada em 1981, após a compra de ações da Chrysler Motors do Brasil.
Originalmente fazia parte da divisão Volkswagen Commercial Vehicles do Grupo Volkswagen. Em 1 de janeiro de 2009, foi vendida para a MAN SE e formou sua divisão MAN Latin America. Em agosto de 2021, a MAN SE foi incorporada à Traton, passando esta última a ser proprietária direta e controladora da Volkswagen Caminhões e Ônibus.

## História
A Chrysler do Brasil, fabricava desde 1969 três modelos de caminhões Dodge; o grande D-700, o médio D-400, e a pick-up D 100 (1969 a 1971).
A Volkswagen AG, em 1975 adquire poucas ações da Chrysler Motors do Brasil Ltda. que em 1980, compra todas as ações e muda o nome da empresa para Volkswagen Caminhões Ltda., lançando o primeiro caminhão em novembro de 1981.
Isto sinalizou uma nova era na Volkswagen, na produção de veículos pesados que cobria a faixa de PBT de 5 até 45 ton.
A Volkswagen Commercial Vehicles passou a ter o controle da divisão de Caminhões e Ônibus em 2000. Desde aquele tempo, a VWCV procurou expandir o mercado para outras regiões, além da própria América do Sul.

## Atualmente

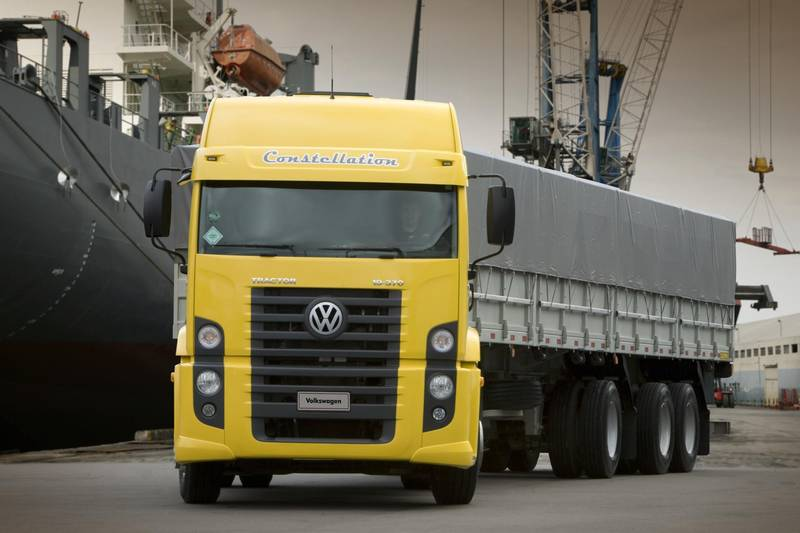
VW Constellation

Os caminhões e ônibus Volkswagen são produzidos no Brasil (em Resende) e mandados em regime CKD para África do Sul, México e Abu Dhabi, nos Emirados Árabes Unidos. Novos mercados estão sendo vistos nas regiões do Oriente Médio e Austrália.
A Volks Caminhões lançou na primavera de 2005 sua nova série de caminhões, a Constellation, com nova cabine (não mais baseada na cabine MAN da década de 1970) com PBT entre 33 a 45 ton., futuras versões poderão ter PBT de 57 ton.
Atualmente a VW Caminhões e Ônibus faz parte do grupo Traton.